# Nassira Hedjerassi
Nassira Hedjerassi est sociologue et professeure en sciences de l'éducation à l'université Sorbonne Université.

## Biographie
Après une formation en philosophie à l'université Paris IV Sorbonne, des travaux sur l'éducation cynique, Nassira Hedjerassi soutient une thèse de doctorat en sciences de l'éducation, intitulée De l'évolution de l'enseignement de philosophie à l'activité philosophique des « nouveaux » lycéens, à l'université Paris 8 en 1997, sous la direction d'Élisabeth Bautier.
Elle est allocataire-monitrice à l'université Paris-VIII  (1993-1996) dans le cadre du centre d'initiation à l'enseignement supérieur (CIES) de la Sorbonne, puis ATER (1996-1998), à l'université Paris-VIII et université Paris Descartes. Elle est nommée maîtresse de conférences à l'université de Strasbourg (2000-2009), puis, après la soutenance de son mémoire d'habilitation universitaire en 2008 à l'université de Strasbourg, elle est nommée professeure à l'université Lille-III (2009-2010). Elle est ensuite professeure à l'université de Reims-Champagne-Ardennes de 2010 à 2017, responsable du Groupe de recherches et d’études sur les métiers et les transformations organisationnelles et sociales (GREMTOS). Elle est directrice-adjointe (2011-2016) puis directrice (2016) du Centre d’études et de recherches sur les emplois et les professionnalisations (CEREP). 
En septembre 2017, elle est nommée professeure à l'ESPE-Sorbonne Université, où elle est responsable de l'un des axes du groupement d'intérêt scientifique.

## Thèmes de recherche développés
Elle s'intéresse à la féminisation des métiers  en lien avec la transmission et la médiation culturelle et à la professionnalisation de la recherche en éducation française. Elle mène des recherches sur la place pour les femmes dans les professions intellectuelles, s'intéressant aux parcours de Simone Weil, Hannah Arendt ou Simone de Beauvoir, ainsi qu'à l'histoire d'intellectuelles féministes afro-américaines à l'image de bell hooks, Angela Davis et Audre Lorde.

## De bell hooks au féminisme africain-américain
Elle rédige en 2017 la préface de l'ouvrage À l’école de bell hooks, à l’école de la décolonisation à l'occasion de la publication en France du second ouvrage de cette dernière, figure du Black feminism, Théorie féministe. De la marge au centre. Sensibilisée au parcours et aux théories de bell hooks, elle publie régulièrement des articles consacrés à ses travaux,, et à ceux d'autres figures afro-américaines, notamment Angela Davis et Audre Lorde).
Lors de la polémique autour du festival afroféministe Nyansapo par le collectif Mwasi, elle est invitée avec Christine Bard sur France Culture pour évoquer ces choix de double non-mixité. Invitée dans l'émission «Les savantes» sur France Inter, elle souligne  « cette peur des femmes capables de produire des savoirs propres, qui peuvent remettre en question le système social »,.

## Publications (sélection)

### Ouvrages
- Emplois de proximité et nouvelle(s) professionnalité(s) – le cas de l’aide scolaire, Paris, Études et recherches, Iseres, no 126, 1993
- Adolescences et cultures, pratiques, usages et réception à l'épreuve des genres, avec Patricia Caillé, Strasbourg, 2009

### Articles et chapitres (sélection)
- Gestion des émotions de migrantes transidentitaires sud-américaines en France, avec José Reyes, Migrations Société, vol.29, no 166, p. 15-29, 2017
- Audre Lorde, « l’outsider ». La formation d’une poétesse et intellectuelle féministe africaine-américaine', Travail, Genre et Sociétés, no 37, p. 109-125, 2017.
- Jean Château (1908-1990), le partisan de l'institutionnalisation universitaire de la pédagogie, Carrefours de l'éducation, no 43, p. 105-119, 2017.
- De l’anomie du social à la guerre : pensée de la violence chez Simone Weil et éducation, Penser l’éducation, no 39, p. 81-100, 2017.
- Évolution démographique et rapport au travail des enseignant-e-s-chercheur-e-s en sciences de l’éducation : des logiques sexuées à l’œuvre ?, Les Sciences de l'éducation - Pour l'Ère nouvelle, vol.50, no 1, p. 119-144, 2017.
- bell hooks : la fabrique d’une « intellectuelle féministe noire révoltée », Cahiers du Genre, no 61, p. 169-188, 2016.
- À l’école de bell hooks : une pédagogie engagée de la libération, Recherches & éducations, no 16, p. 39-50, 2016 [lire en ligne].
- Orientation et formation au prisme du genre, avec Céline Avenel, Éducation et socialisation, no 42, 2016.
- L’Expérience de l’école, du travail et de la formation de migrants transgenres : entre stigmatisation et discrimination, avec José Reyes,  Revue française d’éducation comparée, dossier « Inégalités entre sexes dans la famille, à l’école et au travail : approches comparées », no 13, p. 167-180, 2015.
- La Formation d’une philosophe féministe radicale, au croisement des oppressions de classe, de race et de sexe, Raisons éducatives, no 18, p. 89-108, 2014.

## Distinctions
- 2005 : prix spécial de l'Association internationale pour les droits des femmes et le développement (Awid)[15].
- 2008 : co-lauréate de la bourse Louis Cros du Comité universitaire d’information pédagogique (CUIP)